# Brendon Davids
Brendon Davids (Pietermaritzburg, KwaZulu-Natal, 4 de febrer de 1993) és un ciclista sud-africà. Combina la carretera amb el ciclisme de muntanya.

## Palmarès en ciclisme de muntanya
- 2013
  - Campió d'Àfrica sub-23 en Camp a Través

## Palmarès en ruta
- 2016
  - 1r al 94.7 Cycle Challenge
- 2017
  - 1r a la Jelajah Malaysia i vencedor d'una etapa
- 2019
  - Vencedor d'una etapa a la PRUride PH